# Spencer (Wisconsin)
Spencer ist eine Gemeinde (mit dem Status „Village“) im Marathon County im US-amerikanischen Bundesstaat Wisconsin. Im Jahr 2010 hatte Spencer 1925 Einwohner.
Spencer ist der Bestandteil der Metropolitan Statistical Area Wausau, die sich mit dem Marathon County deckt.

## Geografie
Spencer liegt in der nördlichen Mitte Wisconsins, rund drei Kilometer westlich des Little Eau Pleine River, ein Nebenfluss des in den Mississippi mündenden Wisconsin River.
Die geografischen Koordinaten von Spencer sind 44°45′28″ nördlicher Breite und 90°17′48″ westlicher Länge. Das Gemeindegebiet erstreckt sich über eine Fläche von 5,21 km². Die Gemeinde Spencer wird im Norden, Osten und Süden von der Town of Spencer umgeben, ohne dieser anzugehören. Im Westen grenzt die Town of Sherman des benachbarten Clark County an.
Nachbarorte von Spencer sind Unity (10,8 km nördlich), Stratford (22,1 km ostnordöstlich), McMillan (12,1 km östlich), Marshfield (14,4 km südöstlich) und Loyal (17,7 km westlich).
Die nächstgelegenen größeren Städte sind Wausau (75,8 km ostnordöstlich), Green Bay am Michigansee (214 km östlich), Appleton (183 km ostsüdöstlich), Wisconsins größte Stadt Milwaukee (313 km südöstlich), Wisconsins Hauptstadt Madison (249 km südsüdöstlich), La Crosse am Mississippi (164 km südwestlich), Eau Claire (124 km westlich), die Twin Cities in Minnesota (247 km in der gleichen Richtung) und Duluth am Oberen See in Minnesota (336 km nordwestlich).

## Verkehr
Im Zentrum von Spencer treffen der von Nordwest nach Südost verlaufende Wisconsin State Highway 13 und an seinem östlichen Endpunkt der Wisconsin State Highway 98 zusammen. Alle weiteren Straßen sind untergeordnete Landstraßen, teils unbefestigte Fahrwege sowie innerörtliche Verbindungsstraßen.
In Spencer treffen für den Frachtverkehr zwei Eisenbahnstrecken der Canadian National Railway (CN) zusammen.
Mit dem Marshfield Municipal Airport in Marshfield befindet sich 17,8 km südöstlich ein kleiner Flugplatz. Der nächste Verkehrsflughafen ist der Central Wisconsin Airport in Mosinee (55,3 km östlich).

## Wirtschaft
Mit der Pup Motor Car Company existierte 1948 und 1949 in Spencer ein kleiner Automobilhersteller.

## Bevölkerung
Nach der Volkszählung im Jahr 2010 lebten in Spencer 1925 Menschen in 816 Haushalten. Die Bevölkerungsdichte betrug 369,5 Einwohner pro Quadratkilometer. In den 816 Haushalten lebten statistisch je 2,36 Personen.
Ethnisch betrachtet setzte sich die Bevölkerung zusammen aus 97,4 Prozent Weißen, 0,4 Prozent amerikanischen Ureinwohnern, 0,1 Prozent (eine Person) Polynesiern sowie 1,1 Prozent aus anderen ethnischen Gruppen; 1,1 Prozent stammten von zwei oder mehr Ethnien ab. Unabhängig von der ethnischen Zugehörigkeit waren 2,0 Prozent der Bevölkerung spanischer oder lateinamerikanischer Abstammung.
24,7 Prozent der Bevölkerung waren unter 18 Jahre alt, 60,9 Prozent waren zwischen 18 und 64 und 14,4 Prozent waren 65 Jahre oder älter. 52,4 Prozent der Bevölkerung war weiblich.
Das mittlere jährliche Einkommen eines Haushalts lag bei 56.583 USD. Das Pro-Kopf-Einkommen betrug 22.737 USD. 10,3 Prozent der Einwohner lebten unterhalb der Armutsgrenze.

## Bekannte Bewohner
- Dave Dudley (1928–2003) – Country-Musiker – geboren in Spencer[5]